# Цикіріті могелійський
Цикірі́ті могелійський (Nesillas mariae) — вид горобцеподібних птахів родини очеретянкових (Acrocephalidae). Ендемік Коморських Островів.

## Опис
Довжина птаха становить 15-16 см, вага 14-17 г. Верхня частина тіла і довгий, східчастий хвіст мають рівномірне оливково-зелене забарвлення, нижня частина тіла світліша, сіро-зелена. Очі карі, дзьоб коричневий, лапи тілесного кольору. Спів складається з мелодійних трелей.

## Поширення і екологія
Могелійські цикіріті є ендеміками острова Мохелі. Вони живуть у вологих гірських тропічних лісах, в ярах та на схилах. Зустрічається на висоті до 500 м над рівнем моря. Живляться комахами та іншими безхребетними, іноді насінням.

## Збереження
З 2021 року МСОП класифікує цей вид як такий, що перебуває під загрозою зникнення. Могелійському цикіріті загрожує знищення природного середовища.